# Giarratana
Giarratana ist eine Gemeinde im Freien Gemeindekonsortium Ragusa in der Region Sizilien in Italien mit 2908 Einwohnern (Stand 31. Dezember 2023). Giarratana ist auch ein italienischer Familienname.

## Lage und Daten
Giarratana liegt 21 km nördlich von Ragusa. Die Einwohner leben hauptsächlich von der Landwirtschaft, angebaut werden Getreide und Zwiebeln.
Die Nachbargemeinden sind Buccheri (SR), Buscemi (SR), Licodia Eubea (CT), Modica, Monterosso Almo, Ragusa und Vizzini (CT).
Der Bahnhof Giarratana lag an der schmalspurigen Bahnstrecke Syrakus–Ragusa.

## Geschichte
Ursprünglich lag die Stadt weiter im Norden, sie hieß Cerretanum Jarratanae. Heute nennt man diese Zone Terravecchia, diese liegt in der Nähe des Monte Lauro. 
Unter dem Normannen Gottfried, der die Stadt befestigen lließ, gehörte Giarratana zur Grafschaft Ragusa. Kaiser Heinrich VI. verlieh die Stadt 1195 an Rinaldo D'Aquaviva. Später gehörten Gualtiero di Caltagirone, Nicola Lancia, Nicola Alagna und Sancho Heredia zu den Lehensträgern.
Nach dem Erdbeben 1693 wurde die heutige Stadt gegründet. Offiziell wurde sie am 26. August 1693 „geboren“, es lag ein Kaufvertrag vor. Zuerst wurde mit dem Bau der Kirchen begonnen. Im Norden wurde die Basilika Sant’Antonio Abate errichtet, im Süden die Kirche San Bartolomeo und in zentrale Lage die Kirche Marienkirche.

## Sehenswürdigkeiten
- San-Bartolomeo-Kirche aus dem 18. Jahrhundert mit Fresken von Gaetano di Stefano
- Marienkirche (Chiesa Madre) am Rathausplatz, der Bau wurde 1696 begonnen und 1937 beendet
- Sant’Antonio, eine Barockkirche aus dem 18. Jahrhundert